# Indigofera taylori
Indigofera taylori är en ärtväxtart som beskrevs av Jan Bevington Gillett. Indigofera taylori ingår i släktet indigosläktet, och familjen ärtväxter. Inga underarter finns listade i Catalogue of Life.